# Frits Schutte
Jan Fredrik „Frits” Schutte (ur. 3 września 1897 w Amsterdamie, zm. 4 stycznia 1986 w Leersum) – holenderski pływak, uczestnik Letnich Igrzysk 1924 w Paryżu.
Podczas igrzysk olimpijskich w 1924 roku razem z drużyną doszedł do półfinału sztafety 4 × 200 metrów stylem dowolnym.